# Korvotney Barber
Korvotney Manyez Barber (Thomaston, 14 aprile 1987 – Panama City Beach, 20 luglio 2013) è stato un cestista statunitense, professionista in Belgio, Francia, Turchia e Svizzera, deceduto per annegamento a 26 anni.

## Palmarès
- McDonald's All-American Game (2005)